# Фейсал ибн Абдалла Аль Сауд
Фейсал ибн Абдалла ибн Абдул-Азиз Аль Сауд (араб.  سعودفيصل بن عبد الله بن عبد العزيز آل‎;  ок. 1963) — саудовский принц, глава саудовского Красного Полумесяца (2006—2016), сын бывшего короля Саудовской Аравии Абдаллаха ибн Абдул-Азиза Аль Сауда.

## Биография
Родился  в семье будущего короля Саудовской Аравии принца Абдаллы ибн Абдул-Азиза и стал четвёртым его сыном. Дата рождения неизвестна, но возможно родился в начале 1960-х годов.
Обучался в  королевской военной академии в Сандхерсте,но бросил там обучение. Окончил Американский университет в Лондоне в 1983. 
В 1988 году окончил специальный курс в области безопасности и разведывательных исследований в британской армии.
Фейсал являлся советником тогда ещё наследного принца Абдаллы ибн Абдул-Азиза.
В 1991 году назначен генеральным директором департамента документации и информации Национальной гвардии Саудовской Аравии (находился в этой должности до 2000). С 2000 по 2006 был советником главы общей разведки Саудовской Аравии.
20 ноября 2006 был назначен главой Красного Полумесяца Саудовской Аравии в ранге министра. Он был в этой должности до 2016 года.
Был в числе арестованных принцев в ноябре 2017 года и был освобождён в декабре.
Вновь арестован в марте 2020 года.

## Семья

### Жёны
1. Нура бинт Ахмед ибн Абдул-Азиз Аль Сауд
2. Фахда бинт Хуссейн аль-Азель

### Дети
Сыновья
- Принц Абдул-Азиз ибн Фейсал ибн Абдаллах Аль Сауд
- Принц Мохаммед ибн Фейсал ибн Абдаллах Аль Сауд

Дочери
- Принцесса Латифа бинт Фейсал ибн Абдаллах Аль Сауд
- Принцесса Абир бинт Фейсал ибн Абдаллах Аль Сауд
- Принцесса Джасминэ бинт Фейсал ибн Абдаллах Аль Сауд
- Принцесса Лулу бинт Фейсал ибн Абдаллах Аль Сауд
- Принцесса Алия бинт Фейсал ибн Абдаллах Аль Сауд
- Принцесса Хасса бинт Фейсал ибн Абдаллах Аль Сауд
- Принцесса Хала бинт Фейсал ибн Абдаллах Аль Сауд